# Manuela Carmona

Manuela Carmona (1770-1827) fue una actriz y 'autora' española del primer tercio del siglo XIX. Entre 1811 y 1816 administró el Coliseo de la Cruz de Madrid.

## Biografía
Aparece por primera vez mencionada en Madrid a partir de 1805. Algunas fuentes citan que aprendió el arte dramático de Rita Luna, de la que había sido criada, y a la que llegaría a sustituir en 1809. Queda noticia, un tanto confusa, de que un año antes (1808) también había sustituido a Antonia Prado como primera actriz en la compañía que reunió para el Teatro del Príncipe el marido de la Prado, Isidoro Máiquez, el gran divo del periodo Ilustrado.
Mujer de talento además de gran actriz, en 1811, figura su firma en la "escritura de arrendamiento" del Coliseo de la Cruz, pasando a explotarlo como 'autora', además de "primera dama". Allí permanecería hasta el 14 de febrero de 1816, fecha en que lo traspasó a Gregorio Bermúdez.
Emilio Cotarelo anota que el 1 de diciembre de 1812, viajó a Cádiz donde ya la esperaban Julián Muñoz y el cantor y 'gracioso' Eugenio Cristiani, que habían dejado Madrid el 5 de agosto de aquel año. Regresó a la capital de España el 24 de noviembre de 1813, y aún se la menciona allí al final de la guerra (1814).